# زین (نویسنده)
زِین (متولد ۱۹۶۶/۱۹۶۷) نام مستعار کریستینا لافرن رابرتز (به انگلیسی: Kristina Laferne Roberts)، نویسنده رمان‌های داستانی وابسته به ادبیات اروتیک است. او بیشتر برای رمان معتاد، شناخته شده‌است.
برای فیلم اقتباس شده، معتاد را ببینید.

## زندگی‌نامه
کریستینا لافرن رابرتز در واشینگتن دی. سی همراه با برادرش دیوتیس و دو خواهرش چارمین رابرتز و کارلیتا رابرتز بزرگ شد. پدرش جِی. دیوتیس رابرتز، یک الهی‌دان و نویسنده بانفوذ و مادرش الیزابت کالدول رابرتز معلم مدرسه ابتدایی بود. رابرتز به مدت یک سال در کالج اسپلمن در آتلانتا تحصیل کرد، سپس برای تحصیل در رشته مهندسی شیمی به دانشگاه هاوارد رفت. در سال ۱۹۹۷، زین شروع به نوشتن داستان‌های وابسته به ادبیات اروتیک برای گذراندن زمان پس از رفتن فرزندانش به رختخواب می‌کرد. او در کارولینای شمالی زندگی و به عنوان نماینده فروش کار می‌کرد. داستان‌های او در اینترنت طرفدارانی پیدا کرد و قبل از اینکه با سایمون و شوستر معامله کند، خود کتاب «تواریخ جنسی» را منتشر کرد. پایه و اساس برنامه سینماکس، داستان‌های جنسی زِین بود.
پروژه بعدی «پرش خاموش زِین»، اولین بار در ۲۹ مارس ۲۰۱۳در سینماکس به نمایش درآمد. زین ناشر سه شرکت است؛ که در آن سالانه ۳۶ تا ۶۰ کتاب از نویسندگان دیگر منتشر می‌شود.
اولین فیلم بلند بر اساس یکی از آثار او، معتاد، توسط لاینزگیت فیلمز در ۱۰ اکتبر ۲۰۱۴ اکران شد. در سال ۲۰۱۴، پیتر فرانچات، بازرس مریلند، او را به عنوان یکی از برترین تقلب‌های مالیاتی مریلند معرفی کرد که بیش از ۳۴۰ هزار دلار به ایالت متحده بدهکار بود. در ۱۱ ژوئن ۲۰۱۴، زِین در دادگاه ورشکستگی ایالات متحده در مریلند، ادعا کرد که بیش از ۳٫۴ میلیون دلار بدهی دارد.
آثار او در کتاب جامعه‌شناس «شین لی» به نام «انقلاب اروتیک زنان سیاه‌پوست، جنسیت و فرهنگ عمومی» ذکر شده‌است. در آن «شین لی» کار زِین را به عنوان نمونه‌ای از اروتیک شهری که کمک می‌کند، فضاهای امنی برای شخصیت‌های زن سیاه‌پوست ایجاد کند؛ تا شهوت را کشف و آزمایش‌های جنسی را آغاز کنند، مورد بحث قرار می‌گیرد.